# Gmina Ivanjica
Gmina Ivanjica (serb. Opština Ivanjica / Општина Ивањица) – gmina w Serbii, w okręgu morawickim. W 2018 roku liczyła 29 832 mieszkańców.